# Laverne Harding
Emily Laverne "Verne" Harding (Louisiana, 10 de outubro de 1905 - Los Angeles, 25 de setembro de 1984) foi uma animadora e cartunista americana. 

## Carreira
Harding, que trabalhou no estúdio Walter Lantz por grande parte de sua carreira de meio século em animação, está entre as primeiras animadoras. Ela também é uma das poucas mulheres a receber o Prêmio Winsor McCay pelo conjunto da carreira, um dos mais prestigiados prêmios em animação (apenas nove mulheres foram reconhecidas em 161 prêmios concedidos). Ela ganhou este prêmio em 1980.
Em 1932, Harding havia se estabelecido em Los Angeles e estudou no Chouinard Art Institute. Trabalhando no estúdio Lantz, de 1934 a 1960, Harding foi particularmente conhecida por seu trabalho em desenhos animados do Pica-Pau; ela projetou a versão do personagem que estava em uso de 1950 a 1999. Enquanto trabalhava nos estúdios de Lantz, Harding também desenhou uma tira de jornal humorística, Cynical Susie, para o United Feature Syndicate, a tira girava em torno das façanhas da heroína titular (uma mulher anã) e sua vaca de estimação, Lily Whey. Depois de deixar Lantz, ela fez desenhos animados para Hanna-Barbera, como Yogi Bear. Mais tarde, trabalhou para a DePatie-Freleng Enterprises em desenhos animados da Pantera Cor-de-Rosa e foi brevemente empregada na Warner Bros. e na Filmation. 
Harding era natural do estado da Louisiana. 